# Dom modlitwy

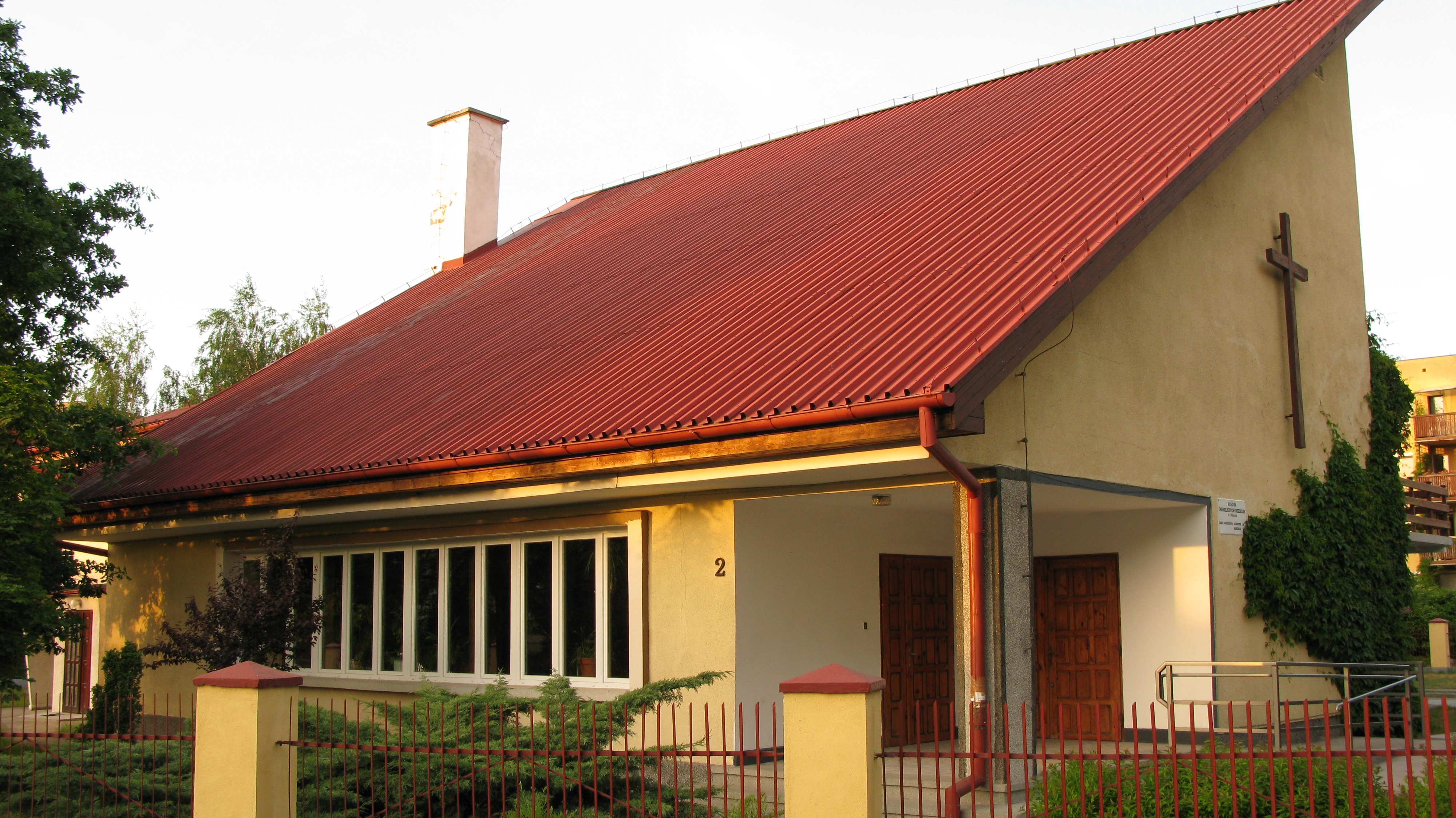
Dom modlitwy zboru ewangelicznych chrześcijan w Toruniu

Dom modlitwy – termin używany przez większość kościołów protestanckich na określenie budynku kościelnego, w którym odprawiane są nabożeństwa. Wraz z określeniami: kościół i zbór używany jest wymiennie.

## Pochodzenie i użycie
Przyjęcie się w środowiskach protestanckich terminu dom modlitwy uzasadnione jest jego biblijnym pochodzeniem w myśl zasady sola scriptura:

...gdyż mój dom będzie zwany domem modlitwy dla wszystkich ludów.
 – Księga Izajasza 56:7, Biblia warszawska

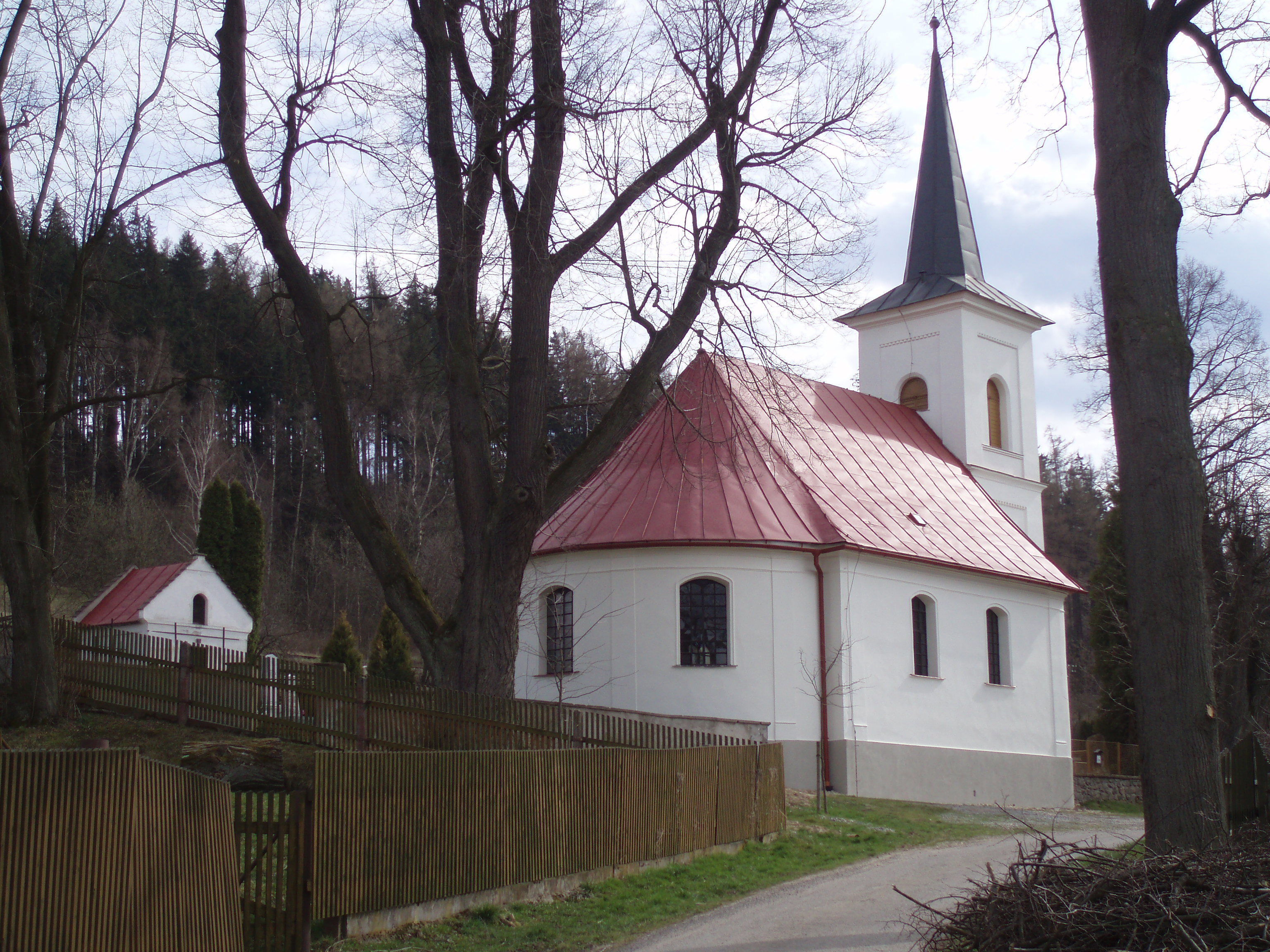
Dom modlitwy Ewangelickiego Kościoła Czeskobraterskiego w Sázavie

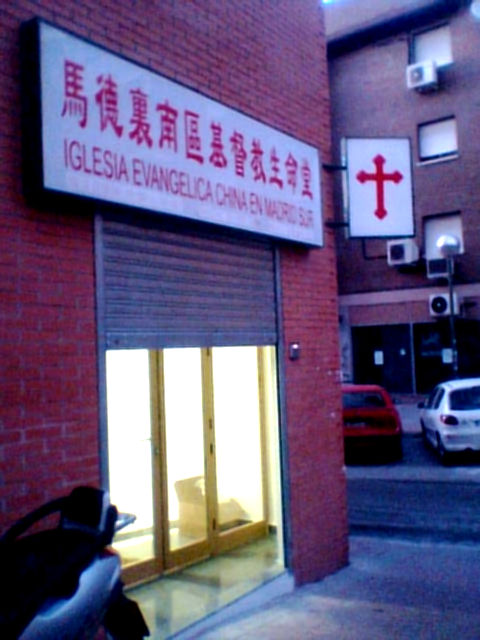
Dom modlitwy chińskojęzycznych ewangelicznych chrześcijan w Madrycie

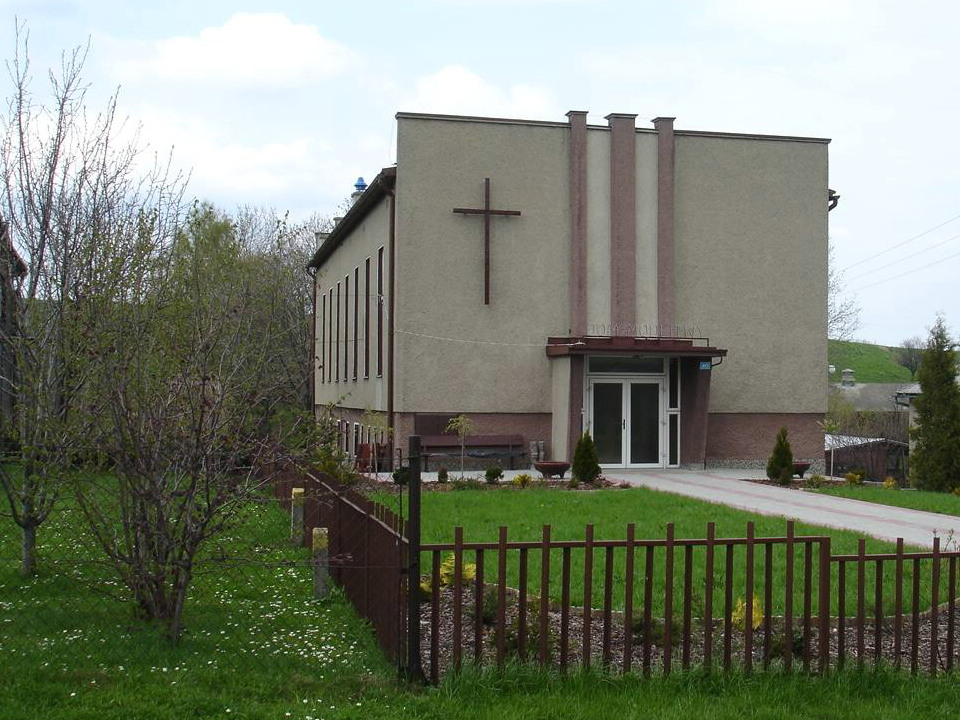
Dom modlitwy Ewangelicznej Wspólnoty Zielonoświątkowej w Woli Piotrowej

Spotkać się można również, choć rzadziej, z bliskoznacznymi określeniami, np. sala modlitwy, dom modlitewny, dom zborowy. Wyznaniami konsekwentnie używającymi terminu dom modlitwy na miejsce kultu są m.in. Chrześcijańska Wspólnota Zielonoświątkowa oraz Ewangelicki Kościół Czeskobraterski (cz. modlitebna).

## Budynek
Nie istnieją żadne wytyczne co do stylu architektonicznego domów modlitwy, a poszczególne domy modlitwy różnią się od siebie nawet w łonie jednego wyznania. Spotkać można zarówno okazałe budowle, jak również nowoczesne pomieszczenia urządzone w stylu sali konferencyjnej i wyposażone w klimatyzację. Zwykle w domach modlitwy znajduje się biblioteka zborowa, księgarnia, stołówka z kuchnią, toaleta, klasa szkółki niedzielnej, hall itp.

## Wystrój
Większość wyznań używających obecnie terminu dom modlitwy wywodzi się bądź z reformowanej, bądź ewangelicznej tradycji wiary. Stąd nie spotka się tam obrazów, ikon, rzeźb, konfesjonałów, tabernakulum etc. Charakterystycznymi cechami wystroju w zależności od konkretnego wyznania są:
- pusty krzyż (bez wizerunku cierpiącego Chrystusa)
- brak obrazów, ikon, rzeźb, konfesjonałów, tabernakulum
- baptysterium
- ambona, bądź mównica w centralnym miejscu (symbol zwiastowania Słowa Bożego)
- stół z Biblią i świecznikami (używany także do Wieczerzy Pańskiej)
- tekst biblijny na ścianie frontowej (niekiedy również na bocznych)
- nawy
- organy i / lub inne muzyczne instrumenty (np. fortepian, perkusja)
- miejsce dla chóru, zespołu uwielbieniowego, czy lidera uwielbienia